# Farhat Mustafin
Farhat Mustafin (ryska: Фаргат Ахатович Мустафин: Fargat Achatovitj Mustafin), född den 7 september 1950 i Moskva, Ryssland, är en sovjetisk brottare som tog OS-brons i bantamviktsbrottning i den grekisk-romerska klassen 1976 i Montréal. 